# اجتماع العقول

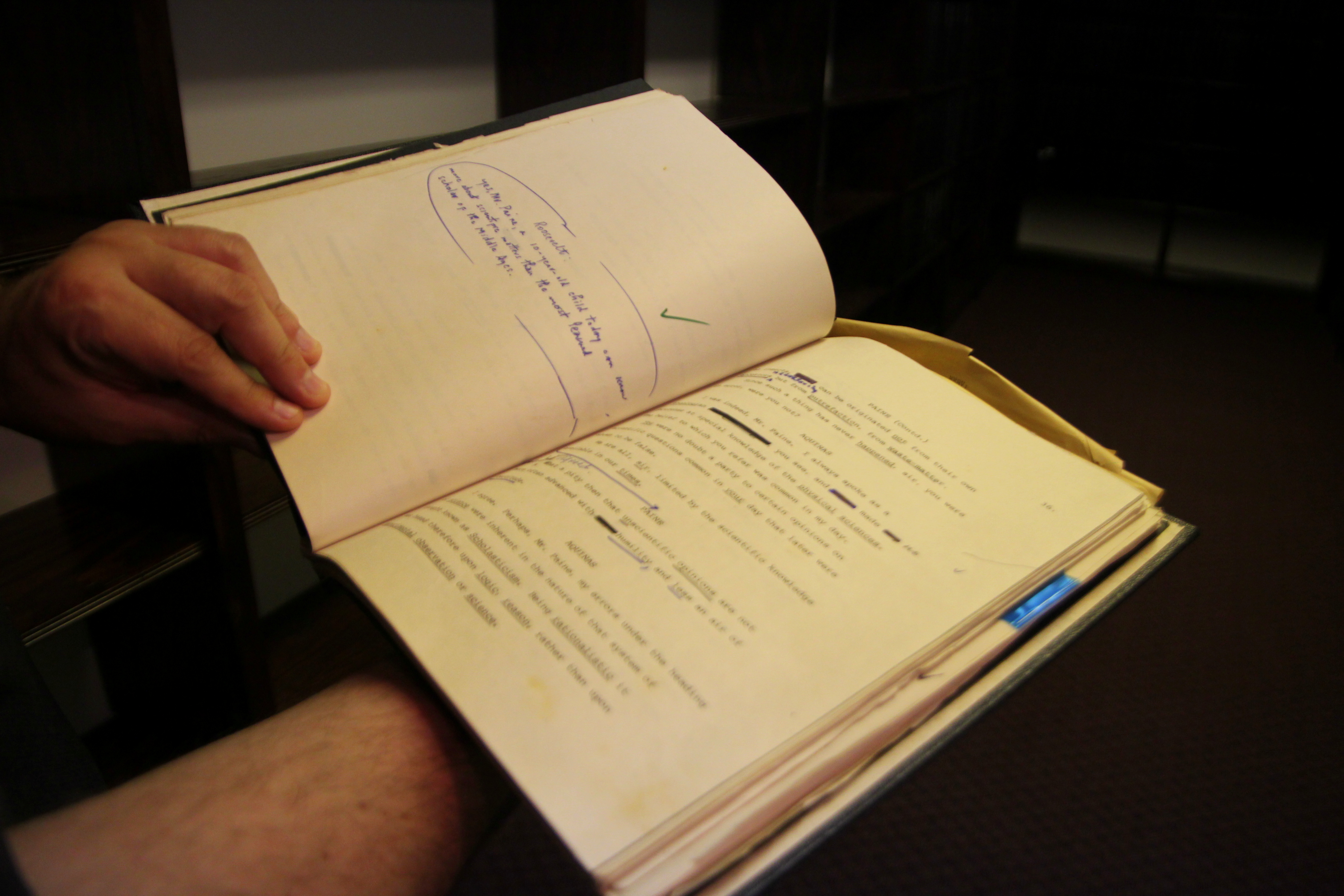
شعار الموضوع

اجتماع العقول  (Meeting of Minds) هو برنامج تلفزيون, ابتكره ستيف آلين, which aired onوالذي بثته بي بي إس من عام 1977 حتى عام1981.

## مزيد من القراءة
- Allen، Steve (1989). Meeting of Minds: the complete scripts, with illustrations, of the amazingly successful PBS-TV series. Buffalo, NY: Prometheus Books. ص. 4 vol. ISBN:9780879755508. OCLC:20802027.

## وصلات خارجية
- اجتماع العقول على موقع IMDb (الإنجليزية)
- اجتماع العقول على موقع الموسوعة البريطانية (الإنجليزية)
- اجتماع العقول على موقع قاعدة بيانات الفيلم (الإنجليزية)
- Official webpage for the Meeting of Minds program
- List of guests and the actors who portrayed them
- Meeting of Minds  في قاعدة بيانات الأفلام على الإنترنت (بالإنجليزية)
- قالب:EmmyTVLegends title